# One Cold Winter’s Night
One Cold Winter’s Night to drugi album koncertowy amerykańskiego zespołu Kamelot, grającego progresywny power metal. Wydany 30 października 2006 roku nakładem SPV.

## Lista utworów
CD 1
1. „Intro: Un Assasino Molto Silenzioso” – 0:56
2. „The Black Halo” – 3:39
3. „Soul Society” – 4:35
4. „The Edge of Paradise” – 4:44
5. „Center of the Universe” – 6:02
6. „Nights of Arabia” – 6:27
7. „Abandoned” – 4:10
8. „Forever” – 7:55
9. „Keyboard Solo” – 1:45
10. „The Haunting (Somewhere in Time)” – 4:33
11. „Moonlight” – 5:10

CD 2
1. „When the Lights Are Down” – 4:29
2. „Elizabeth (Part I, II & III)” – 13:01
3. „March of Mephisto” – 5:06
4. „Karma” – 5:41
5. „Drum Solo” – 2:50
6. „Farewell” – 5:22
7. „Outro” – 4:11

Do japońskiej wersji albumu dołączony jest utwór bonusowy: „Epilogue” – 02:40

## Twórcy

### Główni muzycy
- Roy Khan – śpiew
- Thomas Youngblood – gitara
- Oliver Palotai – instrumenty klawiszowe
- Glenn Barry – gitara basowa
- Casey Grillo – perkusja

### Muzycy dodatkowi[3]
- Simone Simons – śpiew w „The Haunting (Somewhere in Time)”
- Mari Youngblood – śpiew w „Center of the Universe"
- Elisabeth Kjærnes – śpiew w „Nights of Arabia” i „March of Mephisto"
- Sascha Paeth – gitara rytmiczna i prowadząca w „Moonlight"
- Shagrath – głos Mephisto w „March of Mephisto"
- Liv Nina Monsveen – śpiew w Elizabeth
- Cinzia Rizzo – śpiew w „Un Assasino Molto Silenzioso"

chórki: Karianne Kjærnes, Marianne Follestad i Christian Kjærnes

## Informacje o albumie[3]
- nagrany: 11 lutego 2006 w Rockfeller Musichall (Oslo)
- specjalna produkcja: Roy Khan i Thomas Toungblood
- produkcja: Patric Ullaeus
- dźwięk i nagrywanie: Arnold Lindberg/ Philip Collodetti/ Olaf Reitmer
- miksy i mastering: Sascha Paeth
- okładka: Matias Norèn